# It's like That (Run DMC)
It's like That è un singolo del gruppo rap Run DMC. La canzone è stata pubblicata su una cassetta insieme al brano Sucker M.C.'s. L'uscita ha segnato l'inizio della carriera dei Run DMC ed è ampiamente considerata la traccia di inaugurazione di una nuova scuola di artisti hip hop con un'immagine di strada. Entrambi i brani sono stati inseriti nell'album di debutto del gruppo, Run-D.M.C.. La canzone parla della vita nella zona in cui il gruppo vive (disoccupazione, morte, ecc...); nonostante ciò, essa assume un messaggio di speranza verso gli ascoltatori ad abbandonare pregiudizi e di credere in se stessi. La traccia è stata inserita nel videogioco Grand Theft Auto: Vice City Stories sulla radio rap "Fresh 105" e all'interno del videogioco Scarface: The World Is Yours.
Nel 2008, è stata classificata numero 40 su "VH1's '100 Greatest Hip Hop Songs".

## Run DMC vs Jason Nevins
Nel 1997, il disc jockey Jason Nevins ha realizzato un remix del brano, il quale è giunto alla posizione numero 1 in molte nazioni, come Australia, Germania, Irlanda, Finlandia, Nuova Zelanda, Regno Unito. Nel video del remix, appaiono alcuni B-Boys e B-Girls che si sfidano.